# Øssur Havgrímsson
Øssur Havgrímsson [ˈœs:ʊɹ ˈhaugrʊimsːɔn] (* 960 in Hov, Färöer; † 983 in Skúvoy, Färöer) war der Färingersaga zufolge ein Sohn des färöischen Goden Havgrímur.
Alle biografischen Angaben in diesem Artikel beruhen auf der Färingersaga und sind daher historisch nicht zweifelsfrei nachgewiesen.
Als sein Vater 970 im Zusammenhang mit dem Mord an Brestir und Beinir getötet wurde, nahm sich der Wikingerhäuptling Tróndur í Gøtu des 10-jährigen Jungen an. Als Øssur so heranwuchs, gab ihm Tróndur die Tochter eines der besten Bauern der Färöer zur Frau. 
Øssur bekam auch den Hof seines Vaters in Hov und das Eigentum von Brestir und Beinir auf Skúvoy und Stóra Dímun. Es könnte um 980 gewesen sein, als sich auf den Färöern die Kunde verbreitete, dass Sigmundur Brestisson und Tóri Beinirsson (die Söhne von Brestir und Beinir, sie waren zu dieser Zeit in Norwegen), zurückkehren werden, um den Tod ihrer Väter zu rächen und ihren Besitz auf Skúvoy und Stóra Dímun wiederzuerlangen. So soll Øssur den Hof auf Skúvoy befestigt haben, für den zu erwartenden Kampf.
Dieser Kampf wird auf 983 datiert, nachdem Sigmundur und Tóri aus Norwegen zurückkehrten. Øssur soll Sigmundur zwar noch eine zivile Schlichtung seitens der besten Männer der Färöer vorgeschlagen haben, aber darauf ließ sich jener nicht ein und tötete ihn (wohl im Zweikampf). Øssurs Männer ergaben sich der Übermacht von mindestens 50 Männern in Sigmundurs Gefolge.
Øssur hinterließ den Sohn Leivur Øssurson, der ebenfalls bei Tróndur í Gøtu aufwuchs, nachdem nun sein Vater getötet wurde.
| Personendaten    | Personendaten      |
| ---------------- | ------------------ |
| NAME             | Øssur Havgrímsson  |
| KURZBESCHREIBUNG | Färingersaga-Figur |
| GEBURTSDATUM     | 960                |
| GEBURTSORT       | Hov, Färöer        |
| STERBEDATUM      | 983                |
| STERBEORT        | Skúvoy, Färöer     |